# Jefferson (comté de Greene, Pennsylvanie)
Pour les articles homonymes, voir Jefferson.
Jefferson est un borough situé au nord-est du comté de Greene, en Pennsylvanie, aux États-Unis,. En 2010, il comptait une population de 270 habitants. Le borough est incorporé le 20 juillet 1950.

## Démographie
Lors du recensement de 2010, le borough comptait une population de 270 habitants. Elle est estimée, en 2019, à 253 habitants.

### Source de la traduction
- (en) Cet article est partiellement ou en totalité issu de l’article de Wikipédia en anglais intitulé « Jefferson, Greene County, Pennsylvania » (voir la liste des auteurs).